# Mota Bidau
Der Mota Bidau (deutsch Bidaufluss) ist ein zumeist trockener Fluss in der osttimoresischen Gemeinde Dili.
In der Regenzeit von Ende November bis April entspringt er nördlich des Antigo Hospital Português im Suco Lahane Oriental. Er fließt zunächst nach Norden, bis er die Straße Rua Dom José Ribeiro (ehemals Estrada de Lecidere) erreicht, von wo er aus als Kanal auf der Südostseite der Straße folgt und den Suco Bemori durchquert.

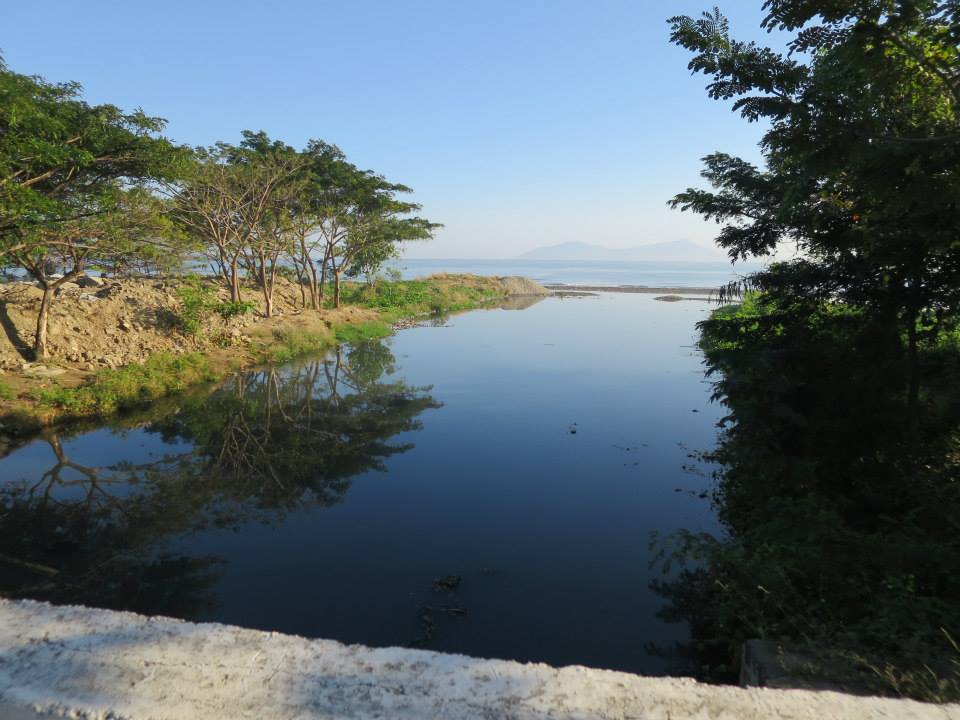
Die Mündung des Mota Bidaus

Nach der Avenida da Liberdade de Imprensa schwenken Kanal und Straße (nun Avenida Dom Martinho Lopes) im Suco Culu Hun grob nach Norden, passieren westlich das Hospital Nacional Dr. Guido Valadares, bildet nun die Grenze zwischen dem Suco Bidau Santana im Osten und den Sucos Acadiru Hun und Bidau Lecidere im Westen und erreichen schließlich die Bucht von Dili. Die breite Mündung teilt sich der Mota Bidau mit dem Mota Claran, der östlich von ihm fließt.